# Đại hội Thể thao Trẻ châu Á 2029
Đại hội Thể thao Trẻ châu Á (tiếng Anh: Asian Youth Games), còn được gọi là AYG là một sự kiện thể thao đa môn tổ chức bốn năm một lần giữa các vận động viên từ khắp nơi trên châu Á. Đại hội thể thao được tổ chức bởi Hội đồng Olympic châu Á (OCA). Đại hội thể thao được mô tả là sự kiện thể thao đa môn lớn nhất thứ hai sau Đại hội Thể thao châu Á.
Trong lịch sử của nó, hai quốc gia đã đăng cai Đại hội Thể thao Trẻ châu Á. Có 45 quốc gia đã từng tham gia Đại hội thể thao này.
Đại hội cuối cùng được tổ chức tại Nam Kinh, Trung Quốc từ ngày 16 đến ngày 24 tháng 8 năm 2013, trong khi đại hội tiếp theo sẽ bị hoãn lại cho đến năm 2021 tại Sán Đầu, Trung Quốc.

## Danh sách Đại hội Thể thao Trẻ châu Á
| Lần thứ | Năm  | Thành phố chủ nhà | Quốc gia chủ nhà | Khai mạc bởi | Ngày bắt đầu | Ngày kết thúc | Quốc gia | Thí sinh | Môn thể thao | Nội dung | Đội đứng đầu | TK.   |
| ------- | ---- | ----------------- | ---------------- | --- | --- | --- | --- | --- | --- | --- | --- | ----- |
| I       | 2009 | Singapore         | Singapore        | Thủ tướng Lý Hiển Long | 29 tháng 6 | 7 tháng 7 | 43 | 1.237 | 9 | 90 | Trung Quốc (CHN) | [ 1 ] |
| II      | 2013 | Nam Kinh          | Trung Quốc       | Phó thủ tướng Lưu Diên Đông | 16 tháng 8 | 24 tháng 8 | 45 | 2.404 | 16 | 122 | Trung Quốc (CHN) | [ 2 ] |
| __      | 2017 | Hambantota        | Sri Lanka        | Ban đầu được trao cho Hambantota, sau đó được trao cho Jakarta, cuối cùng bị Hội đồng Olympic châu Á (OCA) hủy bỏ                | Ban đầu được trao cho Hambantota, sau đó được trao cho Jakarta, cuối cùng bị Hội đồng Olympic châu Á (OCA) hủy bỏ                | Ban đầu được trao cho Hambantota, sau đó được trao cho Jakarta, cuối cùng bị Hội đồng Olympic châu Á (OCA) hủy bỏ                | Ban đầu được trao cho Hambantota, sau đó được trao cho Jakarta, cuối cùng bị Hội đồng Olympic châu Á (OCA) hủy bỏ                | Ban đầu được trao cho Hambantota, sau đó được trao cho Jakarta, cuối cùng bị Hội đồng Olympic châu Á (OCA) hủy bỏ                | Ban đầu được trao cho Hambantota, sau đó được trao cho Jakarta, cuối cùng bị Hội đồng Olympic châu Á (OCA) hủy bỏ                | Ban đầu được trao cho Hambantota, sau đó được trao cho Jakarta, cuối cùng bị Hội đồng Olympic châu Á (OCA) hủy bỏ                | Ban đầu được trao cho Hambantota, sau đó được trao cho Jakarta, cuối cùng bị Hội đồng Olympic châu Á (OCA) hủy bỏ                |       |
| __      | 2021 | Sán Đầu           | Trung Quốc       | Ban đầu được trao cho Surabaya, sau đó được trao cho Sán Đầu, cuối cùng bị Hội đồng Olympic châu Á (OCA) hủy bỏ do dịch COVID-19 | Ban đầu được trao cho Surabaya, sau đó được trao cho Sán Đầu, cuối cùng bị Hội đồng Olympic châu Á (OCA) hủy bỏ do dịch COVID-19 | Ban đầu được trao cho Surabaya, sau đó được trao cho Sán Đầu, cuối cùng bị Hội đồng Olympic châu Á (OCA) hủy bỏ do dịch COVID-19 | Ban đầu được trao cho Surabaya, sau đó được trao cho Sán Đầu, cuối cùng bị Hội đồng Olympic châu Á (OCA) hủy bỏ do dịch COVID-19 | Ban đầu được trao cho Surabaya, sau đó được trao cho Sán Đầu, cuối cùng bị Hội đồng Olympic châu Á (OCA) hủy bỏ do dịch COVID-19 | Ban đầu được trao cho Surabaya, sau đó được trao cho Sán Đầu, cuối cùng bị Hội đồng Olympic châu Á (OCA) hủy bỏ do dịch COVID-19 | Ban đầu được trao cho Surabaya, sau đó được trao cho Sán Đầu, cuối cùng bị Hội đồng Olympic châu Á (OCA) hủy bỏ do dịch COVID-19 | Ban đầu được trao cho Surabaya, sau đó được trao cho Sán Đầu, cuối cùng bị Hội đồng Olympic châu Á (OCA) hủy bỏ do dịch COVID-19 | [ 3 ] |
| III     | 2025 | Tashkent          | Uzbekistan       | Sự kiện tương lai | Sự kiện tương lai | Sự kiện tương lai | Sự kiện tương lai | Sự kiện tương lai | Sự kiện tương lai | Sự kiện tương lai | Sự kiện tương lai |       |
| IV      | 2029 | Phnôm Pênh        | Cambodia         | Sự kiện tương lai | Sự kiện tương lai | Sự kiện tương lai | Sự kiện tương lai | Sự kiện tương lai | Sự kiện tương lai | Sự kiện tương lai | Sự kiện tương lai | [ 4 ] |

## Môn thể thao
Chính thức, đã có tổng cộng 19 môn thể thao được tổ chức cho đến nay trong Đại hội Thể thao Trẻ châu Á.
| Môn thể thao         | Các năm         |
| -------------------- | --------------- |
| Bóng rổ 3x3          | Tất cả          |
| Điền kinh            | Tất cả          |
| Cầu lông             | Kể từ năm 2013  |
| Bóng chuyền bãi biển | Chỉ có năm 2009 |
| Bowling              | Chỉ có năm 2009 |
| Nhảy cầu             | Tất cả          |
| Đấu kiếm             | Kể từ năm 2013  |
| Bóng đá              | Tất cả          |
| Golf                 | Kể từ năm 2013  |
| Bóng ném             | Kể từ năm 2013  |

| Môn thể thao           | Các năm         |
| ---------------------- | --------------- |
| Judo                   | Kể từ năm 2013  |
| Bóng bầu dục bảy người | Kể từ năm 2013  |
| Sailing                | Chỉ có năm 2009 |
| Bắn súng               | Tất cả          |
| Bóng quần              | Kể từ năm 2013  |
| Bơi lội                | Tất cả          |
| Bóng bàn               | Tất cả          |
| Taekwondo              | Kể từ năm 2013  |
| Quần vợt               | Kể từ năm 2013  |
| Cử tạ                  | Kể từ năm 2013  |

## Số lượng huy chương
| Hạng                | Đoàn                    | Vàng | Bạc | Đồng | Tổng số |
| ------------------- | ----------------------- | ---- | --- | ---- | ------- |
| 1                   | Bahrain (BRN)           | 0    | 0   | 0    | 0       |
| 1                   | CHDCND Triều Tiên (PRK) | 0    | 0   | 0    | 0       |
| 1                   | Hàn Quốc (KOR)          | 0    | 0   | 0    | 0       |
| 1                   | Hồng Kông (HKG)         | 0    | 0   | 0    | 0       |
| 1                   | Indonesia (INA)         | 0    | 0   | 0    | 0       |
| 1                   | Iran (IRI)              | 0    | 0   | 0    | 0       |
| 1                   | Iraq (IRQ)              | 0    | 0   | 0    | 0       |
| 1                   | Jordan (JOR)            | 0    | 0   | 0    | 0       |
| 1                   | Kazakhstan (KAZ)        | 0    | 0   | 0    | 0       |
| 1                   | Kuwait (KUW)            | 0    | 0   | 0    | 0       |
| 1                   | Kyrgyzstan (KGZ)        | 0    | 0   | 0    | 0       |
| 1                   | Ma Cao (MAC)            | 0    | 0   | 0    | 0       |
| 1                   | Malaysia (MAS)          | 0    | 0   | 0    | 0       |
| 1                   | Myanmar (MYA)           | 0    | 0   | 0    | 0       |
| 1                   | Mông Cổ (MGL)           | 0    | 0   | 0    | 0       |
| 1                   | Nhật Bản (JPN)          | 0    | 0   | 0    | 0       |
| 1                   | Pakistan (PAK)          | 0    | 0   | 0    | 0       |
| 1                   | Philippines (PHI)       | 0    | 0   | 0    | 0       |
| 1                   | Qatar (QAT)             | 0    | 0   | 0    | 0       |
| 1                   | Singapore (SIN)         | 0    | 0   | 0    | 0       |
| 1                   | Sri Lanka (SRI)         | 0    | 0   | 0    | 0       |
| 1                   | Syria (SYR)             | 0    | 0   | 0    | 0       |
| 1                   | Tajikistan (TJK)        | 0    | 0   | 0    | 0       |
| 1                   | Thái Lan (THA)          | 0    | 0   | 0    | 0       |
| 1                   | Trung Quốc (CHN)        | 0    | 0   | 0    | 0       |
| 1                   | Uzbekistan (UZB)        | 0    | 0   | 0    | 0       |
| 1                   | Việt Nam (VIE)          | 0    | 0   | 0    | 0       |
| 1                   | Yemen (YEM)             | 0    | 0   | 0    | 0       |
| 1                   | Đài Bắc Trung Hoa (TPE) | 0    | 0   | 0    | 0       |
| 1                   | Ả Rập Xê Út (KSA)       | 0    | 0   | 0    | 0       |
| 1                   | Ấn Độ (IND)             | 0    | 0   | 0    | 0       |
| Tổng số (31 đơn vị) | Tổng số (31 đơn vị)     | 0    | 0   | 0    | 0       |